# 梅山玉虛宮
23°34′55″N 120°33′24″E / 23.5818279°N 120.5567823°E
梅山玉虛宮，是位於台灣嘉義縣梅山鄉(舊稱梅仔坑)市區的一座廟宇，主祀北極玄天上帝。相傳為梅山的先民從中國武當山隨奉北極玄天上帝尊身渡海來台，至現在的梅山定居。每年農曆三月是玉虛宮的香期，許多虔誠的信徒與全國各地廟宇都會相繼來玉虛宮進行參拜與刈香儀式，為當地的盛事。
玉虛宮在嘉義梅山立足超過二百六十八年(西元1757年)，為當地與鄰近五十三個村莊的信仰中心，也是臺灣北極玄天上帝重要信仰廟宇之一，歷史上曾遭遇兩次地震，幸得信徒支持才能順利重建。

## 歷史
據《嘉義縣志》記載，梅山玉虛宮始於清乾隆二十二年(西元1757)，地方上為祈求住民安寧，並因祈願避免毒蛇咬毒厲害及惡疫流行起見，崇奉北極玄天上帝，並由董華奉祀於自宅，另有李紹等人籌組元宵柑燈會加以支持，至嘉慶末期，由盧光順、何春梅等首倡建廟，捐助響應者達到五十三庄之眾，於清朝嘉慶二十五年(西元1820)年建成「玉虛宮」，於道光年間又有擴建的工程。
明治三十九年(西元1906)梅仔坑發生大地震，廟宇因之倒塌，遂由林鄭友梅(梅仔坑保正)、吳春委(梅仔坑區長)、江匡國(梅仔坑保正)、楊占春等邀集鄉民發動重建募款，以當鄉住民為基本募款對象，遍及附近村庄信徒，於明治四十四年(西元1911)在現今廟址重建完竣。但在此年也發生了梅仔坑與古坑崁頭厝地區的械鬥事件。
此次械鬥事件起因於，崁頭厝與梅仔坑共同供奉有老帝爺與二帝爺神像，兩地人民共同建廟於梅仔坑(梅山) 街上，並且在每年農曆三月一日崁頭厝玄天上帝慶典時，會到梅仔坑恭請二帝爺神像前去參與祭典。到了明治四十四年(西元1911)，此年崁頭厝依舊迎請二帝爺前往崁頭厝，但是地方上卻有一些傳言指出崁頭厝將不歸還二帝爺神像，以及梅仔坑地區不再讓崁頭厝人民到玉虛宮迎請二帝爺，兩地百姓因此發生衝突，並驚動事竹頭崎及斗六兩支廳長調解，決議老帝爺留座梅仔坑廟宇，二帝爺則座崁頭厝新廟，逐年仍於舊歷三月初一日崁頭厝向梅仔坑恭請老帝爺前去祭典，梅仔坑人民不得阻擋，越日理當送回梅仔坑廟宇，如梅仔坑舊曆三月初二日有欲向崁頭厝恭請二帝爺前去祭典，崁頭厝人民不得阻擋，越日理當送回崁頭厝廟宇，以後二處人民必得一團和氣。
昭和十六年(西元1941)二月十七日，又遭受中埔大地震影響，拜殿因而被震倒損毀，當時限於建材缺乏，僅為維持宮務而進行簡單之維修。 戰後由吳泉洝擔任第五任管理人，接掌宮務整修廟貌，並於民國四十五年 (西元1956)重修油漆彩繪。民國五十五年(西元1966)蔡肯連任第四、五、六屆主任委員，鑑於宮宇歷久，失修圯傾堪慮亟待重建，乃提經管理委員會第五屆第一次臨時信徒代表大會，決議於民國五十九年(西元1970)七月十二日，組成重建委員會，同年九月三十日奉臺灣省政府民政廳核准重建，遂於十一月十日拆除舊廟宇，同月十九日破土奠基，十二月一日升樑開工，歷時兩年，總工程費新臺幣三百餘萬元，於民國六十一年(西元1972)十一月八日落成，煥然一新而為現今之廟貌。

## 祀神
奉祀神祇有北極玄天上帝、中壇元帥、城隍爺、註生娘娘、虎爺、神農大帝、土地公、三官大帝、康元帥、趙元帥、文昌帝君、武財神、月下老人、斗姥神君、南北斗神君、都雷太歲元帥及六十太歲神君等。

## 相關諺語
「梅坑帝爺、嘉義城隍、打貓大士」

## 外部連結
- 梅山玉虛宮 （页面存档备份，存于）
- 財團法人梅山玉虛宮臉書專頁
- 信仰梅山[]